# Eldstadslösa ånglok

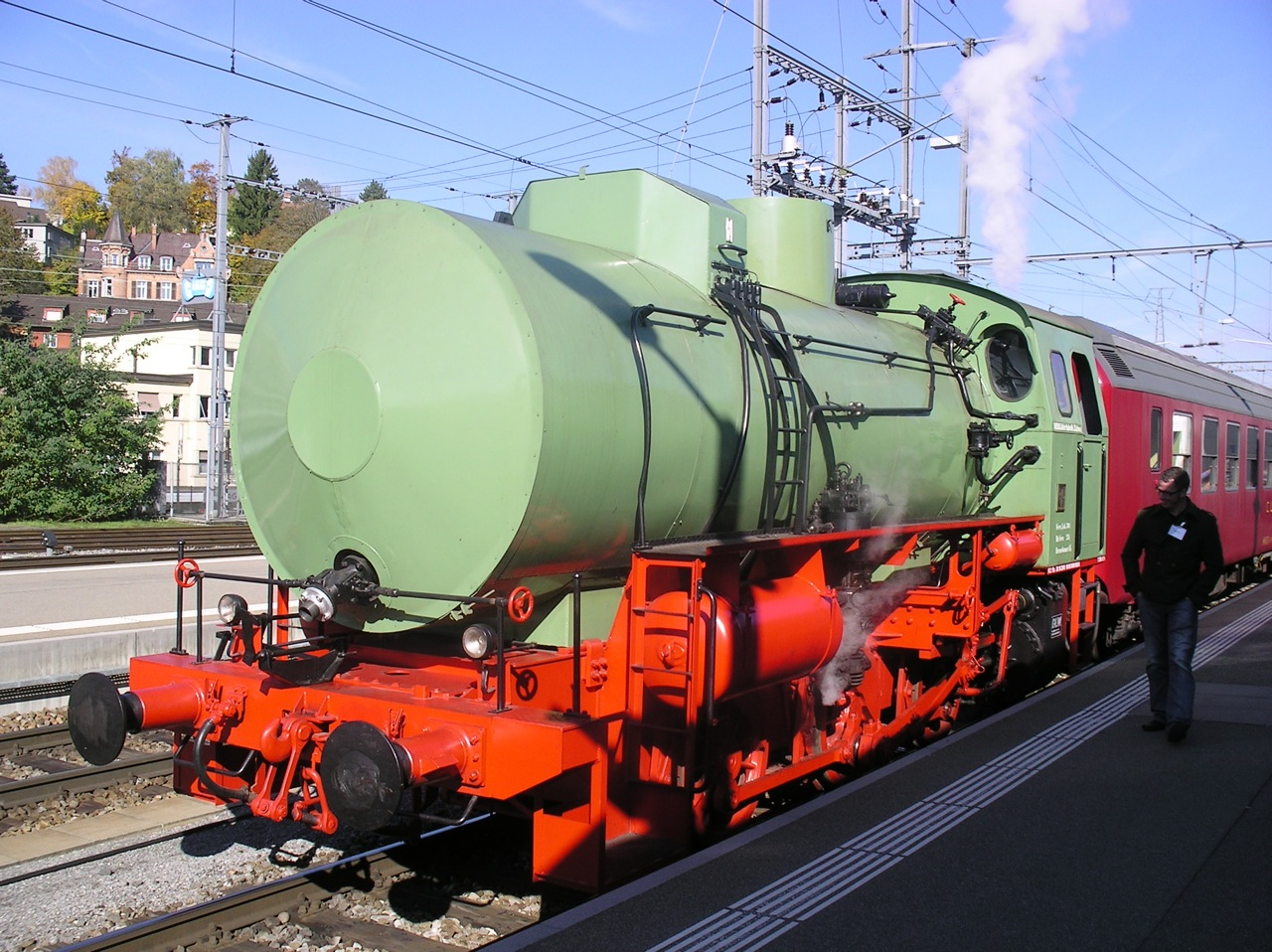
Lok 002 moderniserad av Dampflokomotiv- und Maschinenfabrik DLM, beredd för användning på industrispår, demonstreras i Schaffhausen, Schweiz 2010

Eldstadslösa ånglok är som namnet anger ett ånglok utan egen eldstad. I egentlig mening har sådana lok heller ingen egen ångpanna, utan istället en stor ackumulatortank att lagra vattenångan i.
Loket "tankas" med upphettad vattenånga under tryck från en stationär ångpanna, därefter kan loket framföras, med begränsad räckvidd, som ett traditionellt ånglok. Eldstadslösa ånglok användes främst som växellok på industrier där det medförde en risk att medföra öppen eld, exempelvis gasverk, sprängämnesfabriker etc. Dessa lok ersattes efterhand av elektriska ackumulatorlok. Tryckluftsloket fungerar i princip på samma sätt som det eldstadslösa ångloket.
Eldstadslösa ånglok har ett något säreget utseende, man känner lättast igen dem på avsaknaden av skorsten och en för ånglok mycket stor panna (=ackumulatortank).